# Sela pri Hinjah
Sela pri Hinjah – wieś w Słowenii, w gminie Žužemberk. W 2018 roku liczyła 53 mieszkańców.